# D.P.
《D.P.(Deserter Pursuit)》(한국어: 디피)는 JTBC 스튜디오에서 제작하고 넷플릭스에서 2021년 8월 27일 공개한 대한민국의 드라마이다. 김보통의 웹툰 《D.P 개의 날》을 실사화한 작품이다. D.P.는 'Deserter Pursuit'의 약자로서 직역하면 '탈영병 추격'을 뜻하며 군용어상 주로 군사경찰(구명칭, 헌병)의 '군무이탈자 체포전담조'를 일컫는다. 2021년 12월 14일, 시즌 2 제작이 발표되었고, 2023년 7월 28일 시즌 2가 공개되었다.

## 제작진

### 연출
- 한준희

### 극본
- 한준희

- 김보통

### 주연
- 정해인 : 안준호 역 - 일병, 호열의 파트너. DP조.
- 구교환 : 한호열 역 - 상병, 준호의 파트너. DP조.
- 김성균 : 박범구 역 - 중사
- 손석구 : 임지섭 역 - 대위

### 조연
- 조현철 : 조석봉 역 - 일병, 준호의 군대 동기.(1회~6회)
- 신승호 : 황장수 역 - 병장, 준호의 군대 선임.(1회~6회)
- 박세준 : 허기영 역 - 일병, 준호의 군대 동기.
- 현봉식 : 천용덕 역 - 제103보병사단 헌병대장.
- 홍경 : 류이강 역 - 병장
- 박정우 : 신우석 역 - 일병(1회)
- 김동영 : 최준목 역 - 일병(2회)
- 이준영 : 정현민 역 - 일병(3회)
- 최준영 : 허치도 역 - 병장(4회)
- 문동혁 : 어린 안준호 역
- 이수민 : 미술학원 선생님 역

## 일본판 성우진
- 나미카와 다이스케 : 안준호(정해인)
- 코야스 타케히토 : 한호열(구교환)
- 이노우에 카즈히코 : 박범구(김성균)
- 미카미 사토시 : 임지섭(손석구)
- 우메하라 유이치로 : 조석봉(조현철)
- 츠유자키 와타루 : 황창수(신승호)
- 토리우미 코스케 : 허기영(박세준)
- 히로세 아키오 : 천용덕(현봉식)
- 타케다 다이치 : 류이강(홍경)
- 모리미야 타카시 : 박성우(고경표)
- ? : 김일석(김범수)
- 사사키 유스케 : 김루리(문상훈)
- 요시다 죠이치로 : 신아휘(최현욱)
- 카와시마 토쿠요시 : 구자운(지진희)
- 아오야마 유타카 : 오민우(정석용)
- 키타니시 준코 : 서은(김지현)

## 논란
5화에서 제대 후 세븐일레븐에서 아르바이트를 하던 황장수가 유통기한이 지난 우유를 매대에서 치우려고 하자 점주가 "유통기한이 지났다고 바로바로 치우면 적자 나는 건 네가 메꿀 거야?"라고 가슴팍을 치면서 혼을 내며 다시 채워 놓으라고 말하는 장면이 나온다. 세븐일레븐 측은 이에 대해 "해당 장면으로 인해 자사 브랜드와 점주의 이미지, 명예가 훼손될 수 있어 다방면으로 법적 대응을 검토 중인 단계"라며 "사전에 협조된 촬영이었지만 이 정도로 부정적인 내용이 담겼을 것이라고는 예상하지 못했다. 그런 장면이 있는 걸 알았다면 애초에 촬영을 허가해주지 않았을 것"이라며 법적 대응을 시사했다. 후속 기사에 의하면 점주들의 문의와 클레임이 빗발쳐 본사 차원에서 심각함을 인지하고 대응에 나선 거라고 한다.

## 수상 목록
- 2022년 제58회 백상예술대상 드라마 작품상(D.P.)
- 2022년 제58회 백상예술대상 남자 신인연기상(구교환)
- 2022년 제58회 백상예술대상 남자 조연상(조현철)
- 2022년 제1회 청룡 시리즈 어워즈 신인남우상(구교환)
- 2022년 제1회 청룡 시리즈 어워즈 티르티르 인기스타상(정해인)
- 2022년 제1회 청룡 시리즈 어워즈 드라마부문 최우수작품상(D.P.)
- 2022년 에이판 스타 어워즈 OTT부문 남자 최우수 연기상(정해인)
- 2023년 제27회 부천 국제 판타스틱 영화제 시리즈부문 영화상(D.P.)
- 2023년 제14회 코리아 드라마 어워즈 남자 우수 연기상(김성균)

## 같이 보기
- 넷플릭스
- 충주 활옥동굴 - D.P. 6화 촬영지